# Mohylewska Szosa
Mohylewska Szosa (Charkowski las) (biał. Магілёўская шаша, Харкаўскі лес) – uroczysko na południowo-wschodnich obrzeżach Orszy na Białorusi, obecnie Mikrorejon-3, w pobliżu wsi Panizouje, miejsce masowych rozstrzeliwań NKWD w latach 1930-1950. Nazwa pochodzi od przebiegającej w pobliżu drogi w kierunku Mohylewa.

## Opis
Po odkryciu masowego grobu na Kobylackiej Górze powołano komisję złożoną z przedstawicieli organów radzieckich i administracyjnych. Komisja ta 20 września 1982 r. sporządziła akt, w którym powołała się na starszych mieszkańców okolicznych miejscowości, którzy pamiętali, że w latach 1937–40 „las na tak zwanej Górze Kobylackiej był miejscem masowych egzekucji niewinnych ludzi, podobnie jak las wzdłuż szosy mohylewskiej w pobliżu wsi Poddębce (ob. Panizouje)”.   
Miejsce egzekucji i pochowania ofiar represji nie zostało upamiętnione, pomimo że w 1991 r. Miejski Komitet Wykonawczy Orszy wydał decyzję o umieszczeniu znaków pamięci w miejscach masowych rozstrzeliwań na Kobylackiej Górze i Mohylewskiej Drodze. W latach 90. XX w. w miejscu egzekucji w charkowskim lesie ustawiono krzyże.   
Jesienią 2018 r. lokalni działacze ustawili na uroczysku drewniany krzyż z napisem „Ofiarom stalіnowskiego terroru rozstrzelanym tu w latach 30.”, lecz został on zniszczony w następnym roku.
Potomkowie represjonowanych i działacze społeczni z Orszy rozpoczęli zbiórkę podpisów pod elektroniczną petycją o ustanowienie w uroczysku pomnika. Podpisy są gromadzone w ramach kampanii publicznej „Забітыя, але не забытыя” (pol. „Zabici, nie zapomniani”).